# Xochipilli

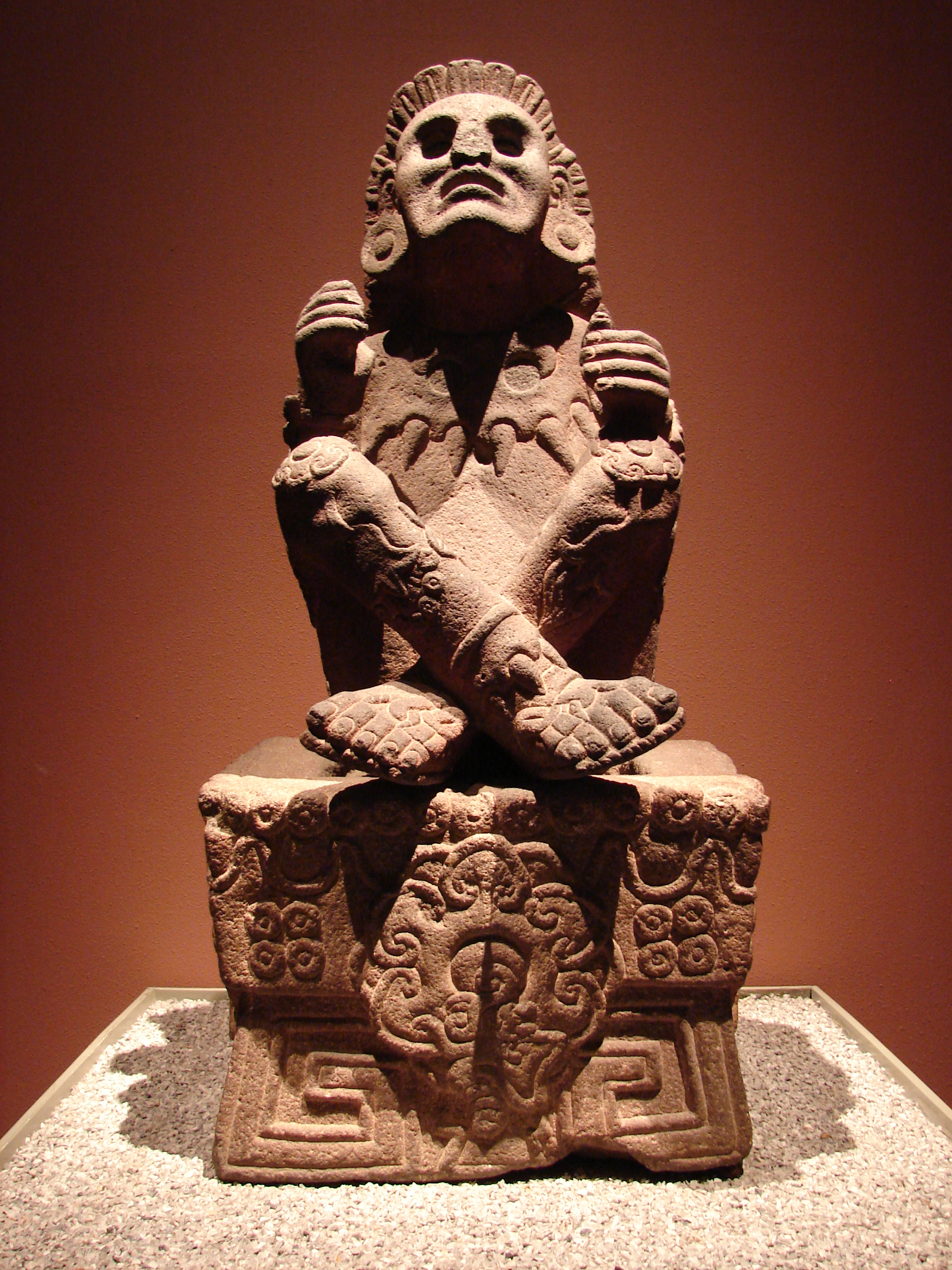
Statua di Xochipilli, Museo nazionale di antropologia di Città del Messico

Nella mitologia azteca, Xochipilli (lett. "principe dei fiori", dal nahuatl xochitl, 'fiore', e 'pilli', 'principe' o 'bambino') era il dio dell'amore, dei giochi, della bellezza, della danza, dei fiori, del mais e della musica. Sua moglie era Mayahuel e sua sorella gemella Xochiquetzal. Essendo considerato uno degli dei responsabili della fertilità e del raccolto, è stato associato a Tlaloc, dio della pioggia ed a Centeotl, dio del mais. A lui viene fatto riferimento anche come Macuilxochitl, che significa "cinque fiori"; sotto questo nome era il patrono dell'ōlama, o gioco della palla.
Verso la metà del 1800, una statua azteca raffigurante Xochipilli, fatta risalire al XVI secolo, fu portata alla luce nei pressi delle pendici del vulcano Popocatépetl, vicino a Tlamanalco. La statua rappresenta una figura seduta su un piedistallo a forma di tempio. Sia la statua che il piedistallo sono ricoperti da incisioni che rappresentano fiori sacri, dalle proprietà psicoattive, come funghi (Psilocybe aztecorum), tabacco (Nicotiana tabacum), convolvolo (Turbina corymbosa), sinicuichi (Heimia salicifolia), forse cacahuaxochitl (Quararibea funebris) ed altri fiori non identificati. La figura è seduta sul piedistallo a gambe incrociate, la testa leggermente sollevata, gli occhi aperti, la mascella inferiore protesa e la bocca semiaperta. La statua si trova attualmente nel Museo Nacional de Antropologia del Messico.
Wasson, Schultes e Hofmann sono arrivati alle conclusioni che Xochipilli rappresenti una figura in preda all'estasi. La posizione e l'espressione del corpo, uniti ad una evidente rappresentazione di piante allucinogene risaputamente usate dagli Aztechi nelle cerimonie sacre, avvalorerebbero questa interpretazione.